# OK Renen
OK Renen är en orienterings- och skidorienteringsklubb i Luleå. Klubben grundades 1948 och är en av fyra orienteringsklubbar i Luleå kommun.
Dubbla världsmästaren i skidorientering Lena Hasselström och orienteraren Hanna Lundberg har båda representerat klubben.